# Roberto Echevarría
Pour les articles homonymes, voir Echevarría.
Roberto Echevarría Arruti, né le 6 mai 1908 à Eibar et mort le 17 février 1981 dans la même ville, est un footballeur espagnol des années 1930.

## Biographie
En tant que milieu, Roberto Echevarría fut international espagnol à sept reprises (1928-1936) pour aucun but inscrit. Sa première fut honorée le 22 avril 1928 à Gijón, contre l'Italie, qui se solda par un match nul (1-1). Sa dernière sélection fut honorée à Berne, le 3 mai 1936 contre la Suisse, qui se solda par une victoire (2-0). Il fut aussi joueur de l'équipe du Pays basque de football entre 1937 et 1939.
Il commença sa carrière en 1926, pour une saison, dans le club de sa ville natale, le SD Eibar. Il joua ensuite une saison au Deportivo Alavés. De 1928 à 1940, il joua pour l'Athletic Bilbao, remportant quatre coupes d'Espagne et quatre Liga. Il fit une dernière saison à la Real Sociedad en 1940-1941, terminant deuxième de D2 espagnole.

## Clubs
- 1926-1927 : SD Eibar
- 1927-1928 : Deportivo Alavés
- 1928-1940 : Athletic Bilbao
- 1940-1941 : Real Sociedad

## Palmarès
- Coupe d'Espagne de football

- - Vainqueur en 1930, en 1931, en 1932 et en 1933
- Championnat d'Espagne de football
  - Champion en 1930, en 1931, en 1934 et en 1936
  - Vice-champion en 1932 et en 1933
- Championnat d'Espagne de football D2
  - Vice-champion en 1941